# Carepalxis tholos
Espèce
Carepalxis tholos est une espèce d'araignées aranéomorphes de la famille des Araneidae.

## Distribution
Cette espèce est endémique d'Australie. Elle se rencontre en Australie-Méridionale, au Victoria, en Nouvelle-Galles du Sud, dans le Territoire de la capitale australienne, au Queensland et en Australie-Occidentale.

## Description
Le mâle holotype mesure 3,3 mm et la femelle paratype 7,7 mm, les mâles mesurent de 3,3 à 4,7 mm et les femelles de 6,9 à 9,9 mm.

## Systématique et taxinomie
Cette espèce a été décrite par Castanheira, Dimitrov, Baptista, Scharff et Framenau en 2025.

## Publication originale
- Castanheira, Dimitrov, Baptista, Scharff & Framenau, 2025 : « Taxonomy and systematics of the Australasian gum nut orb-weaving spider genus Carepalxis (Araneae, Araneidae). » Invertebrate Systematics, vol. 39, no IS25009, p. 1-45.